# Anakharszisz

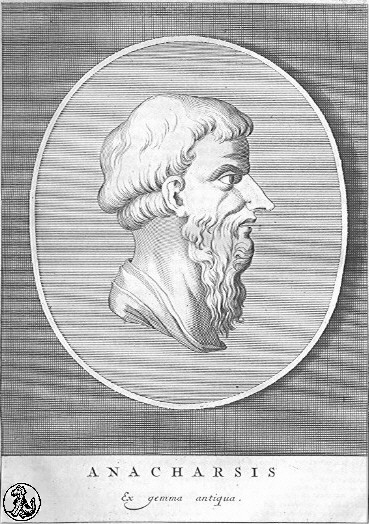
Anakharszisz, szkíta bölcs (ókori, metszett ékkőről másolt ábrázolás; itáliai rézkarc, 18. század)

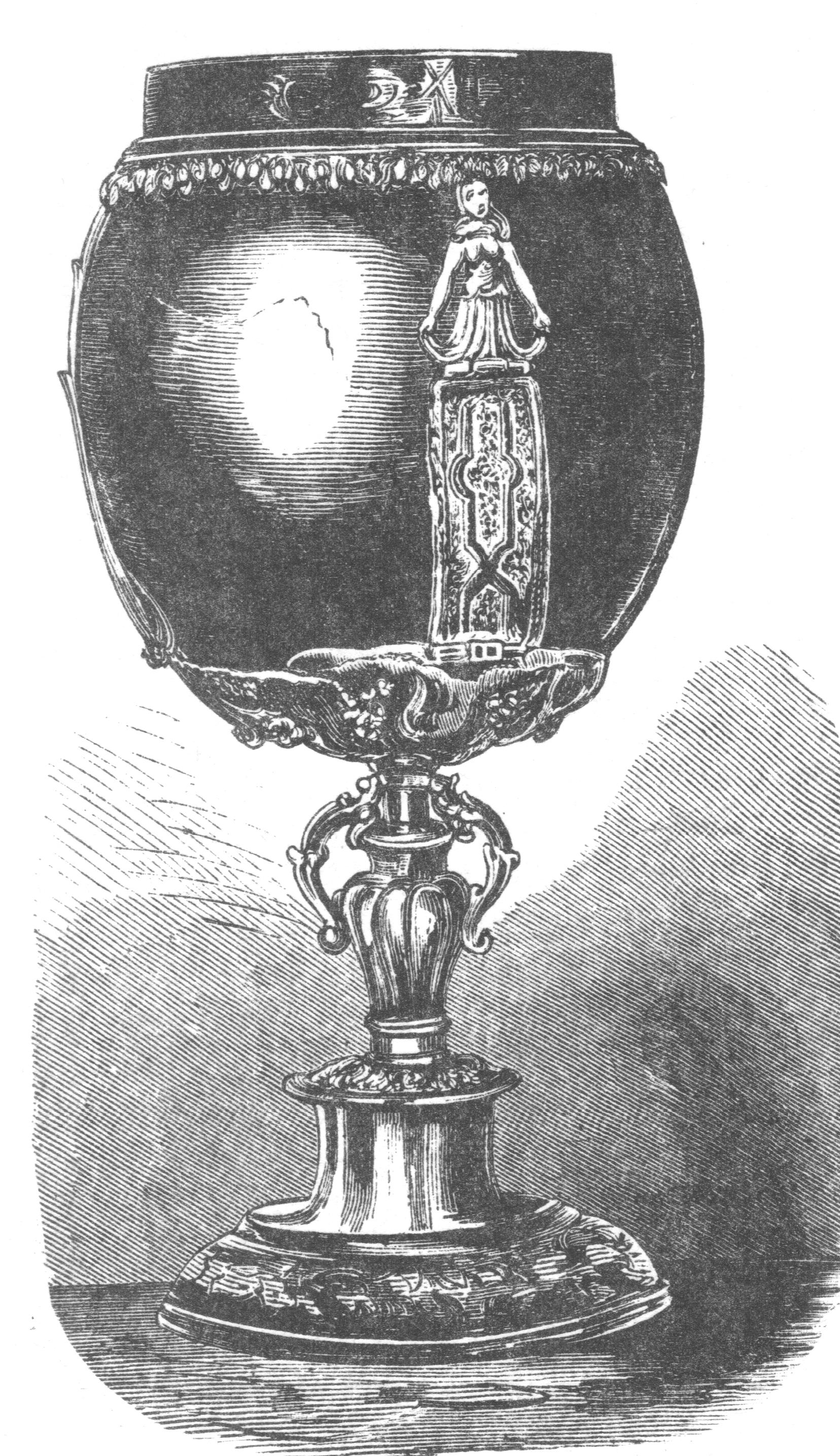
Áldozópohár – a Csíkszentmihályi Sándor család hagyománya szerint Anakharszisz szkíta bölcstől – Orbán Balázs a Székelyföld leírása című könyvének II. kötetében (1869: 58.). Kókuszdió, reneszánsz jellegű ezüst foglalatban. A talpra vésett szöveg: Petrus Sandor 1412

Anakharszisz (Αναχαρσις) – szkíta költő és író, hagyomány szerint a hét bölcs egyike – az i. e. 6. században élt. Hérodotosz szerint Gnourosznak (Γνουρος), a királyi szkíták nagyurának fia volt; fivére (valószínűleg öccse) Szauliosznak (Σαυλιος); apai nagybátyja Ariapeithész (Αριαπειθης) (i. e. kb. 480–460.) uralkodónak.
Az ismeretlen görög anyától született Anakharszisz i. e. 589. körül a hellének országába látogatott. Athén városában, idegenként, polgárjogot szerzett, elnyerte Szolón támogatását, és filozófiával kezdett foglalkozni. Hazájába visszatérve, görög szokások szerint, a szkíták számára idegen istenségnek áldozott, s a hagyomány szerint ezért testvére lenyilazta. Munkáiból közvetlenül semmi sem maradt fenn az utókor számára.
Diogenész Laertiosz meglehetős részletességgel szól róla, illetve munkásságáról.
„A scytha Anacharsis volt Gnuarnak fia és Kaduidasnak, a scythák királyának fivére, de görög anyától származék; azért jártas is vala két nyelvben. Ez 800 verset csinált a scytháknak és görögöknek az élet takarékosságra vonatkozó törvényeiről és a hadi dolgokról. Szabad szólása miatt e közmondásra is nyujtott alkalmat: »ez scytha beszédmód«. Sosicrat azt mondja, hogy ő Athénbe jött a 47-ik olympiusban (592. Kr. e.) Eukrat archon alatt. Hermipp továbbá azt mondja, hogy ő Solon házához érkezvén, megparancsolá az egyik szolgának, jelentené, hogy Anacharsis van itt, látni kivánván őt s ha lehetséges, vendégbarátjává is válni. És a szolga jelentvén ezt, parancsot kapott Solontól megmondani neki, hogy kiki saját hazájában fogadtatik vendégül. Erre bemenvén Anacharsis mondá, hogy ő hazájában van, kötelvénye tehát vendégeket fogadni. Amaz pedig csudálván ezen ügyességet, befogadta őt s legnagyobb barátjává tette. Idő multával visszajövén Scythaországba s eltörülni szándékozván hazájának törvényes intézményeit, mivel nagyon utánzá a görögöket, fivére által a vadászaton nyillal találtatván, meghal, mondván, hogy Hellasban tudomány által épségban maradt, hazájában pedig irigység által elveszett. Némelyek azonban mondják, hogy görög szertartások végbevitele közben öletett meg. Nekünk ilyen epigrammánk van reá:Sok baj után eljött Anacharsis Scytha honába,
És görög életmód volt, mit a népnek ajánl.
Még el nem hangzott szájában egészen a szózat,
Szárnyas nyil sebesen mennybe ragadta ezért.Ez azt mondá, hogy a szőlőtőke három fürtöt hoz, melyek elseje a kéj, másika a mámor, harmadika a bu. Csudálkozék, miképen van az, hegy a görögöknél a művészek versenyeznek s a nem művészek ítélnek felőlök. Kérdeztetvén pedig, miképen nem válhatnék valaki borkedvelővé, mondá: ha szemei előtt tartaná a részegek utálatosságait. Azt is mondá csudálatosnak, hogy a hellenek törvényt hozván a sértegetők ellen, a vívókat, azért hogy egymást ütik, tiszteletben tartják. – Megtudván, hogy a hajó négy hüvelyknyi vastag, mondá, hogy ennyire vannak távol a hajózók a haláltól. – Az olajról állitá, hogy őrültségnek a szere, mivel a vele megkent vivók dühöngnek egymás ellen. – Hogyan van, mondá, hogy a kik a hazugságot tiltják, a csapszékekben nyilvánosan hazudnak? Azon is csudálkozék, hogy a görögök a lakoma kezdetén kis poharakból isznak, jól lakván pedig nagyokból. – Arczképein ezen fölirat van: uralkodjál nyelveden, gyomrodon és szemérem tagjaidon. – Kérdeztetvén, vannak-e Scythaországban fuvolyák, azt felelé: hiszen szőlőtőkék sincsenek. – Kérdeztetvén, valjon mely hajók a legbiztosabbak, azt felelé: melyek szárazra értek. Azt is nagyon csudálatosnak mondá, a mit a görögöknél látott, hogy a füstöt a hegyeken hagyják, a fát pedig a városba hordják. – Kérdeztetvén, valjon kik számosabbak, az élők-e vagy a holtak, mondá: hát a hajózókat hová teszed? – Gyaláztatván egy attikai embertől, hogy scytha; válaszolt: az én szégyenem a haza, de te hazádnak szégyene vagy. – Kérdeztetvén, valjon micsoda jó is rossz is az emberekben, azt mondá, hogy a nyelv. – Azt is állitá, hogy jobb egy sokat értő barátot birni, mint sok semmire valót. – Továbbá azt mondá, hogy a piacz meghatározott hely egymás megcsalására és nyerészkedésére. – Gyaláztatván ivás közben valamely ifjútól, mondá: ifjú, ha fiatal létedre el nem birod a bort, megöregedvén el fogod birni a vizet. – Az élet használatára feltalálta a horgonyt és a korongot, mint némelyek mondják. – S ezt a levelet irta:Anacharsis Crösusnak.
Lydok királya! Én megérkeztem a hellenek földére, hogy megtanuljam erkölcseiket és intézményeiket. Aranyra nem szorulok, hanem megelégszem, ha mint jelesebb férfiu térek vissza a scythákhoz. Eljövök azonban Sardisba, nagyon becsülvén, ha megnyerem kedvedet.” – I. könyv. 8. fejezet (Télfy János fordítása).

## További ismertetők
- Barthélemy, J.-J. (1820): Az ifju Anacharszis’ útazása Görög-Országban. A bévett időszámlálás előtt a negyedik század közepén. Barthelemy apátur után Francziából fordította Deákÿ Filep Sámuel. Első kötet. Kolosvár.
- Barthélemy, J.-J. (1820): Az ifju Anacharszis’ útazása Görög-Országban. A bévett időszámlálás előtt a negyedik század közepén. Barthelemy apátur után Francziából fordította Deákÿ Filep Sámuel. Második kötet. Kolosvár.
- Barthélemy, J.-J. (1820): Az ifju Anacharszis’ útazása Görög-Országban. A bévett időszámlálás előtt a negyedik század közepén. Barthelemy apátur után Francziából fordította Deákÿ Filep Sámuel. Negyedik kötet. Kolosvár.
- Barthélemy, J.-J. (1820): Az ifju Anacharszis’ útazása Görög-Országban. A bévett időszámlálás előtt a negyedik század közepén. Barthelemy apátur után Francziából fordította Deákÿ Filep Sámuel. Ötödik kötet. Kolosvár.
- Barthélemy, J.-J. (1820): Az ifju Anacharszis’ útazása Görög-Országban. A bévett időszámlálás előtt a negyedik század közepén. Barthelemy apátur után Francziából fordította Deákÿ Filep Sámuel. Hatodik kötet. Kolosvár.
- Barthélemy, J.-J. (1820): Az ifju Anacharszis’ útazása Görög-Országban. A bévett időszámlálás előtt a negyedik század közepén. Barthelemy apátur után Francziából fordította Deákÿ Filep Sámuel. Hetedik kötet. Kolosvár.